# 雨の日と月曜日は
「雨の日と月曜日は」（あめのひとげつようびは、原題：Rainy Days and Mondays）は、カーペンターズが1971年に発表したシングル。

## 解説
作詞・作曲は、カーペンターズが前年にカヴァー・ヒットさせた「愛のプレリュード」のソングライター・コンビであるポール・ウィリアムズとロジャー・ニコルズによる。当初はフィフス・ディメンションのために書かれた曲だったが、その時は取り上げられず、この曲のデモ・テープを聴いたリチャード・カーペンターが、カーペンターズで取り上げることを決めた。ハーモニカはトミー・モーガンが担当。ポール・ウィリアムズは、1974年のアルバム『Here Comes Inspiration』で、この曲をセルフカヴァーした。
Billboard Hot 100では2位に達し、カーペンターズにとって4作目の全米トップ10シングルとなった。『ビルボード』誌のイージー・リスニング・チャート（後のアダルト・コンテンポラリー・チャート）では4週に渡って1位を獲得。イギリスでは、1971年当時はチャート・インせず、1993年に再発シングルが63位に達した。

## カヴァー
- キャロル・バーネット - 『Carol Burnett Featuring If I Could Write a Song』（1972年）
- サラ・ヴォーン - 『Live in Japan』（1973年）
- フリーダ・ペイン - 『Reaching Out』（1973年）
- ザ・ベンチャーズ - 『Ventures Play the Carpenters』（1974年）
- ポール・ウィリアムズ - 『Here Comes Inspiration』（1974年）
- イントルーダーズ - 『Energy Of Love』（1974年）
- アン・バートン - 『He's Funny That Way』（1977年）
- 白鳥英美子 - 『BRAND NEW WORLD』（1989年）
- ケイコ・リー - ミニ・アルバム『ホワット・ア・ワンダフル・ワールド』（1999年）
- オリビア・ニュートン＝ジョン - 『インディゴ:ウーマン・オブ・ソング』（2004年）
- speena - 『candy lovely music!! 〜胸のボタンがはじけて〜』（2005年）
- エミー・ロッサム - 『Inside Out』（2007年）
- MONKEY MAJIK - トリビュート・アルバム『イエスタデイ・ワンス・モア〜TRIBUTE TO THE CARPENTERS〜』（2009年）
- NICOTINE - カーペンターズ楽曲のカバーアルバム『GOD SAVE THE CARPENTERS』（2009年）
- ルース・ブラウン - 『The Real Ruth Brown』(1972年)
- 林部智史 ｰ 『雨の日と月曜日は』(2017年)